# Scoliopteryx besti
Scoliopteryx besti là một loài bướm đêm trong họ Erebidae.